# Liste der Naturdenkmale in Neu-Bamberg
Die Liste der Naturdenkmale in Neu-Bamberg nennt die im Gemeindegebiet von Neu-Bamberg ausgewiesenen Naturdenkmale (Stand 29. Februar 2024).

## Ehemalige Naturdenkmale
| Nr. | Bezeichnung   | Lage                   | Beschreibung | Bild                                    |
| --- | ------------- | ---------------------- | --- | --------------------------------------- |
|     | Alte Ortseffe | Kandelpforte Lage      | Ulmus minor, 1960 ca. 20 m hoch; Rechtsverordnung aufgehoben                                                                                        | Direkt Bild zu diesem Denkmal hochladen |
|     | Galgenberg    | südlich des Ortes Lage | mit Heidekraut bewachsene Bergkuppe; flächenhaftes Naturdenkmal; Rechtsverordnung aufgehoben, jetzt Teil des Naturschutzgebiets Neu-Bamberger-Heide | Fotos hochladen                         |